# Strike Commando
Strike Commando – włoski film akcji z 1987 roku w reżyserii Brunona Mattei, z Rebem Brownem i Christopherem Connelly'm obsadzonymi w rolach głównych.
Film kultowy, swoją popularność zawdzięczający własnej kiczowatości oraz niskiemu poziomowi wykonania. Powstał sequel projektu, Strike Commando 2 (1988).

## Zarys fabuły
Sierżant Mike Ransom wraz ze swoimi ludźmi przeprowadza misję w Północnym Wietnamie. Członkowie oddziału komandosa zostają wymordowani, a on sam dowiaduje się o obecności wojsk rosyjskich w obszarze swojej działalności. Okazuje się, że w szeregu jego dowódców ukrywa się wróg, który uknuł przeciw niemu spisek. Bohater postanawia zgładzić Rosjan, wkrótce dołącza do niego grupa wietnamskich bojowników o wolność. 

## Pełna fabuła
Amerykanin, sierżant Michael Ransom, zwany Mike, przeprowadza misję w Azji Południowo-Wschodniej. Wraz ze swoim zespołem „Strike Commandos” skrada się do bazy Wietnamczyków, którzy planują złożyć materiały wybuchowe. Wszystko przebiega zgodnie z planem do momentu, w którym jeden z komandosów nie zostaje pojmany i zamordowany, a wietnamscy żołnierze nie interweniują. W zamieszkach giną żołnierze, a Ransom zostaje w wybuchu odrzucony do rzeki.
Sierżant dryfuje nieprzytomny po tafli rzeki, aż dopływa wraz z prądem do małej, leśnej wioski. Znajduje i ratuje go chłopiec, Lao, który sprawuje nad nim opiekę przez najbliższe dni. Gdy Ransom powraca do zdrowia, wdaje się w rozmowę z Le Due’m, emerytowanym francuskim żołnierzem, który opowiada mu, że wioska − zamieszkana przez bojowników o wolność − odgrywała rolę kościoła do momentu, w którym nie zaczął atakować jej Vietcong. Ransom dowiaduje się także, że w Wietnamie działają wojska rosyjskie. Michael zgadza się pomóc przeprowadzić mieszkańców wsi do bezpiecznej, nieznanej żołnierzom Wietkongu osady. Bohaterowie realizują plan, a gdy natykają się na martwego żołnierza, Michael korzysta z jego radio i kontaktuje się z bazą. Zdaje raport pułkownikowi Radekowi i proponuje miejsce, w którym miałby zostać odebrany. Informuje także swoje dowództwo, że zespół „Strike Commandos” domaga się sprawiedliwości i będzie strajkować w akcie zemsty. Radek wysyła po swojego komandosa helikopter. W międzyczasie, w drodze do celu, Ransom i lokalni osadnicy rozbijają obóz. Michael i Lao rozmawiają o Ameryce i Disneylandzie.
Nazajutrz grupa napotyka na swojej drodze przeszkodę w postaci łodzi okolicznych wojsk patrolującej rzekę, przez którą mają się przeprawić. Ransom postanawia zniszczyć łódź. Realizuje swój plan, jednak w tym samym czasie wojska rosyjskie mordują bojowników o wolność, jednego po drugim. Ransom znajduje Wietnamczyków wymordowanych, sam dowiaduje się też, że helikopter mający go ocalić został wycofany do bazy. Poprzysięga zemstę Rosjanom, lecz sam zostaje przez nich schwytany. Wrogie oddziały pod przewodnictwem pułkownika Jakody poddają żołnierza przesłuchaniu, chcąc, by powiadomił bazę o trafieniu do obozu jenieckiego. Ransom zmuszany jest do wykonywania ciężkich prac fizycznych, jest rażony prądem elektrycznym o wysokim natężeniu, przetrzymywany na pełnym słońcu przez długie godzinny bez prowiantu oraz przypalany palnikiem gazowym. Znosi wszystkie tortury, lecz po kilku miesiącach przebywania w celi z rozkładającym się trupem, zostaje złamany i zgadza się na współpracę. Gdy już ma nawiązać kontakt z dowództwem, udaje mu się wykorzystać nieuwagę rosyjskich żołnierzy i zbiec z miejsca przesłuchiwań. Porywa Olgę, dziewczynę Jakody, która od dłuższego czasu zafascynowana jest muskularnym jeńcem, i wykorzystuje ją jako zakładniczkę. Ransomowi udaje się połączyć z Radekiem oraz nakłonić go do wysłania odsieczy po siebie, a także pokonać żołnierzy Jakody. Wkrótce potem nad Wietnam nadlatują helikoptery; nie mają jednak na celu uratować bohatera − ich piloci zabijają Olgę oraz niemal zabijają Ransoma.
Dochodzi następnie do starcia między Michaelem a Jakodą. Bitwa jest zacięta, lecz wygrywa ją Amerykanin, zrzucając ostatecznie Rosjanina z wodospadu. Sierżantowi udaje się powrócić do swojej bazy. Wściekły, ostrzela biuro pułkownika Radeka. Okazuje się, że Radek zdążył zmienić miejsce pobytu i się ukryć, lecz Michael znajduje go i rozstrzeliwuje.

## Obsada
- Reb Brown − sierżant Michael „Mike” Ransom
- Christopher Connelly − pułkownik Radek
- Alex Vitale − pułkownik Jakoda
- Luciano Pigozzi (w czołówce jako Alan Collins) − Le Due
- Louise Kamsteeg (w czołówce jako Loes Kamma) − Olga
- Edison Navarro − Lao
- Karen Lopez − Cho-Li
- Juliet D. Lei − Diem
- Rene Abadeza − żołnierz z Wietkongu
- James Gaines (w czołówce jako James Gainers) − żołnierz Radeka
- Mike Monty − major Harriman

## Produkcja i wydanie filmu
Napisany przez Claudio Fragasso i Brunona Mattei, a wyreżyserowany przez samego Mattei, Strike Commando został nakręcony na Filipinach, z powodu niskiego budżetu.
Film, wyraźnie odnoszący się fabularnie do Czasu apokalipsy (1979) i Rambo II (1985), odnotował swoją premierę na rynku filmowym Stanów Zjednoczonych w listopadzie 1987 roku. Wśród amerykańskich widzów uchodzi za kultowy, między innymi przez wzgląd na swoje kiczowate dialogi. Tytuł, pod jakim film wydano do obiegu video we Włoszech, to Kobra commando. Pomimo minimalnych kosztów produkcji i wątpliwej jakości artystycznej, projekt odniósł w rodzimym kraju nieznaczny sukces komercyjny.
Strike Commando nie był legalnie wydany w Polsce. Istniały jednak bazarowe wersje VHS, gdzie film ten przeczytał młody Jacek Brzostyński. W tle pojawiał się niemiecki dubbing.
Po latach, w październiku 2008, film ponownie spotkał się z ogólnoświatową dystrybucją, tym razem na rynku DVD. Nakładem Video Asia trafił na półki obiektów handlowych i do sklepów internetowych jako część box-setu Grindhouse Experience Presents: Mercs − zestawu zawierającego kolekcję dziesięciu obrazów kina wojennego.

### Cenzura
We Włoszech film był zakazany dla młodzieży poniżej czternastu lat. W Islandii został udostępniony dla osób powyżej szesnastego roku życia, a w krajach Ameryki Północnej − siedemnastolatkowie mogli go obejrzeć za zgodą (lub w towarzystwie) dorosłego opiekuna. W Finlandii dostępna jest drastycznie obcięta wersja filmu – trwająca dziewięćdziesiąt minut, w Norwegii i Wielkiej Brytanii zaś film dostępny jest dla widzów, którzy ukończyli osiemnasty rok życia.

## Opinie
(...) Film Mattei'ego to kompletna bzdura, która prezentuje się zaskakująco zabawnie. (...)

## Informacje dodatkowe
- Ujęcia z tego filmu wykorzystano w innym projekcie Brunona Mattei'ego, Cop Game (1988).
- Na przestrzeni filmu bohater grany przez Reba Browna zabija dziewięćdziesiąt dwie osoby[4].